# 玛纳斯湖
玛纳斯湖，又名阿兰诺尔、艾兰湖、阿雅尔诺尔、伊赫哈克明湖，位于中国新疆伊犁州和布克赛尔蒙古自治县南部，克拉玛依附近，是一个已经干涸的咸水湖。，目前仅在人工输水下维持小面积的湿地。湖盆位于北纬45度40分~45度57分、东经85度40分~86度15分。